# Taraxacum atactum
Taraxacum atactum — вид квіткових рослин з родини айстрових (Asteraceae). Вид зростає в Європі: Англія, Уельс, Шотландія, Північна Ірландія, Ірландія, Данія, Швеція, Нідерланди, Німеччина, Польща, Франція; це багаторічна рослина помірних біомів.
Деякі кінцеві листкові частки довші за бічні, з одним одностороннім зубцем.